# Cormoran Strike
Pour la série littéraire, voir Les Enquêtes de Cormoran Strike.

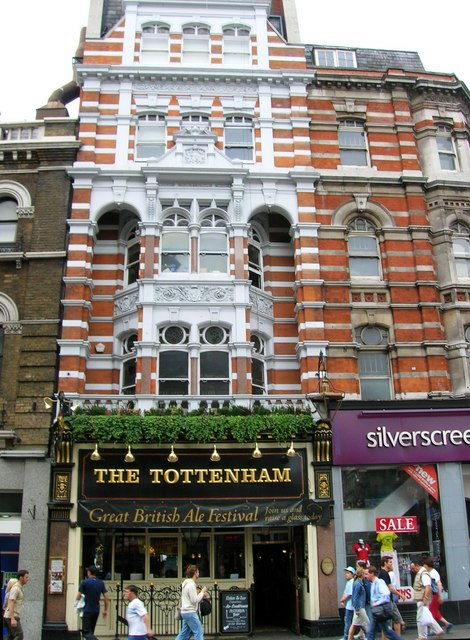

Cormoran Strike est un personnage de fiction créé par Robert Galbraith, nom de plume de la romancière britannique Joanne Rowling, et apparaissant dans la série policière Les Enquêtes de Cormoran Strike. Détective privé de son état, il résout des affaires criminelles dans six romans policiers traduits en français : L'Appel du Coucou, Le Ver à soie, La Carrière du mal, Blanc mortel,Sang trouble et Sang d'encre.

## Biographie fictive
Cormoran Blue Strike, né le 23 novembre 1974, doit son premier prénom au géant Cormoran qui vivait au temps du roi Arthur sur le St Michael's Mount, au large des Cornouailles, où il fut vaincu par Jack le tueur de géants. Son second prénom, Blue, est un hommage au groupe de heavy metal Blue Öyster Cult. 
Il est le fils illégitime de Jonny Rokeby, une rock star des années 1970 qui n'a admis cette paternité qu'après une analyse ADN, et de l'une de ses groupies, Leda Strike, surnommée « Supergroupie ». Cormoran n'a aucun contact avec son célèbre père. Il a vécu ses premières années entre Londres et les Cornouailles au gré des pérégrinations de sa mère, morte d'une overdose quand il avait 20 ans. 
Il a commencé des études à l'université d'Oxford, où il a fait la connaissance de Charlotte Campbell, une jeune femme aussi belle que névrosée avec qui il a entretenu une liaison orageuse pendant 16 ans. Il a effectué des missions pour la Brigade spéciale d’investigation durant la guerre d'Afghanistan (2001-2014).
Le modeste bureau de Strike est situé à Londres dans Denmark Street, près de Charing Cross Road. Son assistante, Robin Venetia Ellacott, feint de ne remarquer ni son côté bohème ni ses difficultés financières. Matthew Cunliffe, le fiancé de Robin, voit d'un mauvais œil le travail de la jeune femme à l'agence du détective privé.

## Caractéristiques
À la suite d'une explosion en Afghanistan, Strike est revenu blessé et amputé d'une partie de la jambe droite, au-dessous du genou. Il porte une prothèse qui le fait souffrir.
C'est un homme de haute taille (1,92 m) et d'une forte carrure accentuée par un certain embonpoint : « un colosse brun, aux cheveux épais, bouclés et courts, le front bombé et légèrement dégarni, le nez épaté et les sourcils broussailleux d’un boxeur. ». Il est souvent comparé à Beethoven, par le personnage d'Elin Toft notamment.

## Adaptation
Une adaptation télévisée des enquêtes de Cormoran Strike (Strike) a été tournée puis diffusée à partir de 2017 pour BBC One en coproduction avec HBO, avec Tom Burke dans le rôle-titre et Holliday Grainger dans le rôle de Robin Ellacott.
Onze épisodes d'environ une heure ont été diffusés. Les trois premiers épisodes, composant l'adaptation du roman L'Appel du Coucou, sont diffusés au Royaume-Uni à partir du 27 août 2017. Deux épisodes sont ensuite réalisés pour Le Ver à soie, deux pour La Carrière du mal et enfin quatre pour Blanc mortel. Quatre nouveaux épisodes, composant l'adaptation du roman Sang trouble, ont été annoncés en février 2022.